# Visiteur épiscopal provincial

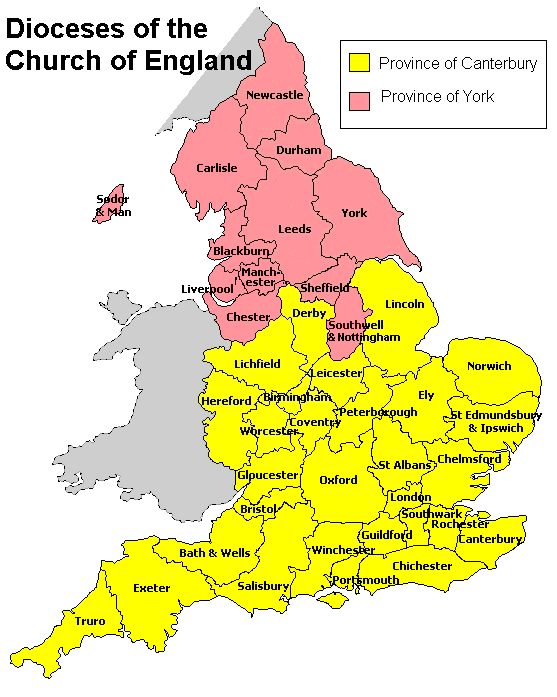
Cartes des diocèses de l'Église d'Angleterre.

Les visiteurs épiscopaux provinciaux (en anglais, Provincial Episcopal Visitors, PEV) sont des évêques qui, depuis 1994, occupent une fonction pastorale particulière au sein de l'Église d'Angleterre, desservant des paroisses dispersées. À cette date, en effet, l'introduction de l'ordination des femmes au sacerdoce a été accompagnée de provisions particulières pour les paroisses qui y sont opposées en conscience. À leur demande, ces paroisses peuvent bénéficier de l'accompagnement pastoral et sacramentel d'un visiteur épiscopal, tout en restant sous la juridiction de l'évêque territorialement compétent. Les visiteurs épiscopaux, populairement dénommés « évêques volants », sont nommés par l'archevêque métropolitain (de York ou de Cantorbéry), dont ils sont des suffragants et ne participent pas aux ordinations de femmes au sacerdoce.

## Le dispositif: les résolutions A,B,C
Il est possible pour les paroisses opposées à l'ordination des femmes au sacerdoce de passer deux types de résolutions, appelées A et B :
« A. que ce conseil paroissial refuse que, dans cette paroisse, ce soit une femme qui préside à ou qui célèbre la Sainte Communion ou prononce l'absolution. »
« B. que ce conseil paroissial refuse que, dans cette paroisse, une femme puisse exercer la fonction de curé ni celle de membre d'une équipe sacerdotale. »
Les paroisses qui ont passé l'une ou l'autre de ces résolutions, voire les deux, peuvent en outre demander à bénéficier de la « provision for Alternative Episcopal Oversight », souvent appelée résolution C. C'est par cette dernière demande que ces paroisses se placent sous la responsabilité pastorale et sacramentelle d'un visiteur épiscopal provincial.

## Les différents visiteurs épiscopaux depuis 1994
Il y a à proprement parler trois visiteurs épiscopaux provinciaux : un pour la province d'York et deux pour celle de Cantorbéry.
- Évêque d'Ebbsfleet (province de Cantorbéry)
  - John Richards (1994-1998) ;
  - Michael Houghton (1998-1999) ;
  - Andrew Burnham (2000-2010) ;
  - Jonathan Baker depuis 2011[3],[4].

- Évêque de Richborough (province de Cantorbéry)
  - Edwin Barnes (1995-2002) ;
  - Keith Newton (2002-2010) ;
  - Norman Banks depuis 2011[5].

- Évêque de Beverley (province d'York)
  - John Gaisford (1994-2000) ;
  - Martyn Jarrett (2000-12)
  - Glyn Webster depuis le 1er octobre 2012[6].

En 2010, deux des trois visiteurs épiscopaux (Andrew Burnham et Keith Newton), et un des deux anciens titulaires du poste (Edwin Barnes) démissionnent pour être reçus au sein de l'Église catholique et prendre part à l'ordinariat personnel de Notre-Dame de Walsingham nouvellement créé.

## Les évêques qui jouent un rôle analogue
Certains diocèses peuvent désigner un évêque suffragant pour tenir un rôle analogue aux visiteurs provinciaux. C'est le cas du diocèse de Londres
- c'est d'abord l'évêque de Fulham qui a été désigné pour remplir ce rôle, jusqu'à la démission de l'évêque John Broadhurst en 2010 pour être lui aussi reçu au sein de l'Église catholique ;
- depuis 2011, le même rôle est dévolu à l'évêque d'Edmonton, Peter Wheatley.

L'Église au Pays de Galles s'est dotée elle aussi depuis 1996 d'un « évêque assistant provincial » pour tenir un rôle semblable, mais elle a déclaré que le poste ne serait plus pourvu lors du départ du titulaire David Thomas en 2008,.

## L'introduction prévue des femmes évêques
Le dispositif des visiteurs épiscopaux provinciaux est menacé d'extinction depuis l'acceptation du principe de l'ordination des femmes à l'épiscopat, lors du synode général d'York de 2008. En effet, tout l'édifice repose sur une délégation de pouvoir par l'évêque du lieu, jusqu'ici toujours de sexe masculin. Les opposants à l'ordination des femmes, notamment par le biais de l'association Forward in Faith, demandent donc des solutions nouvelles, passant par une révision de la structure hiérarchique de l'Église : introduction d'une troisième province pour les anglicans de tendance traditionnelle, à côté de celles de York et de Cantorbéry, ou à défaut, création de trois ou quatre diocèses spécifiques. Ces demandes n'ont pas été agréées, ce qui a provoqué en 2011 le départ de plusieurs ecclésiastiques anglicans, et notamment de deux des trois visiteurs épiscopaux provinciaux (trois si on y ajoute l'évêque de Fulham qui tient un rôle analogue).